# 大家七平

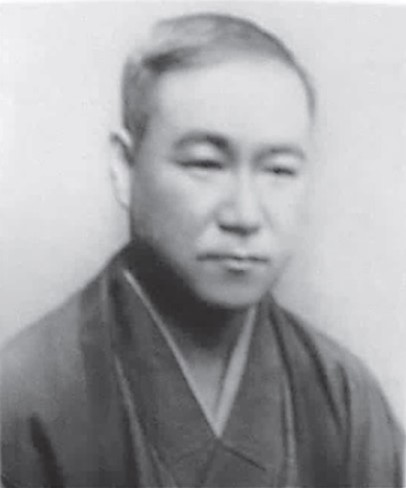
大家七平

4代 大家 七平（おおや / おおいえしちへい、1865年12月15日（慶応元年10月28日）- 1929年（昭和4年）1月29日）は、明治・大正期の海事実業家、政治家。貴族院多額納税者議員。旧姓・広海。

## 経歴
船持商人・4代広海二三郎の息子として加賀国江沼郡瀬越村（石川県江沼郡大聖寺町瀬越を経て、加賀市大聖寺瀬越町）で生まれた。同じ瀬越の有力船持商人・3代大家七平が1886年（明治19年）に死去し、その死跡を継いで4代大家七平を襲名した。
拠点を大阪に移し、持船の汽船への転換を進めた。1896年（明治29年）逓信省より新潟とウラジオストク間、函館とコルサコフ間の航路（命令航路）を開設。1902年（明治35年）には汽船2隻、西洋型帆船5隻を所有していた。1903年（明治36年）大家商船合資会社を設立して代表社員となる。日露戦争には御用船に汽船3隻を提供した。1907年（明治40年）鉱山業を開始し、1921年（大正10年）大家商事 (株) を設立した。その他、日本海上保険取締役、大阪瓦斯社長、日本海運業同盟会阪神支部委員、大阪商工協会名誉会員などを務めた。
1911年（明治44年）石川県多額納税者として貴族院議員に互選され、同年9月29日から1912年（明治45年）5月23日まで在任した。
1929年1月、大阪で死去した。

## 親族
- 兄 5代[注 3]広海二三郎（貴族院多額納税者議員）[4][5]